# Baklankuyucak, Bozkurt
Baklankuyucak là một xã thuộc huyện Bozkurt, tỉnh Denizli, Thổ Nhĩ Kỳ. Dân số thời điểm năm 2010 là 228 người.